# Ellenbogen (Sylt)

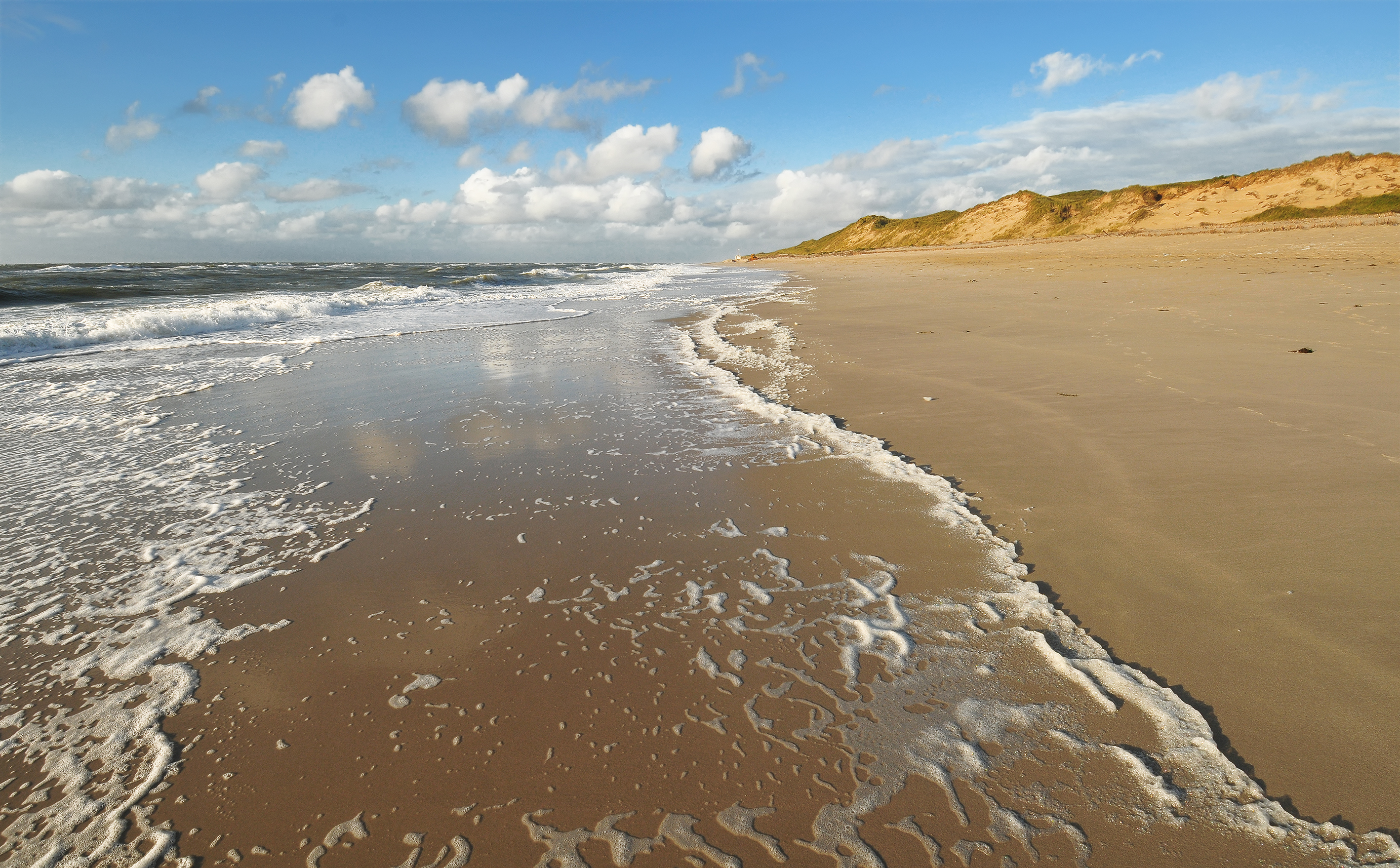
Westküste des Ellenbogens nahe dem Ellenbogenberg; Blick nach Nordnordosten in Richtung Westellenbogen

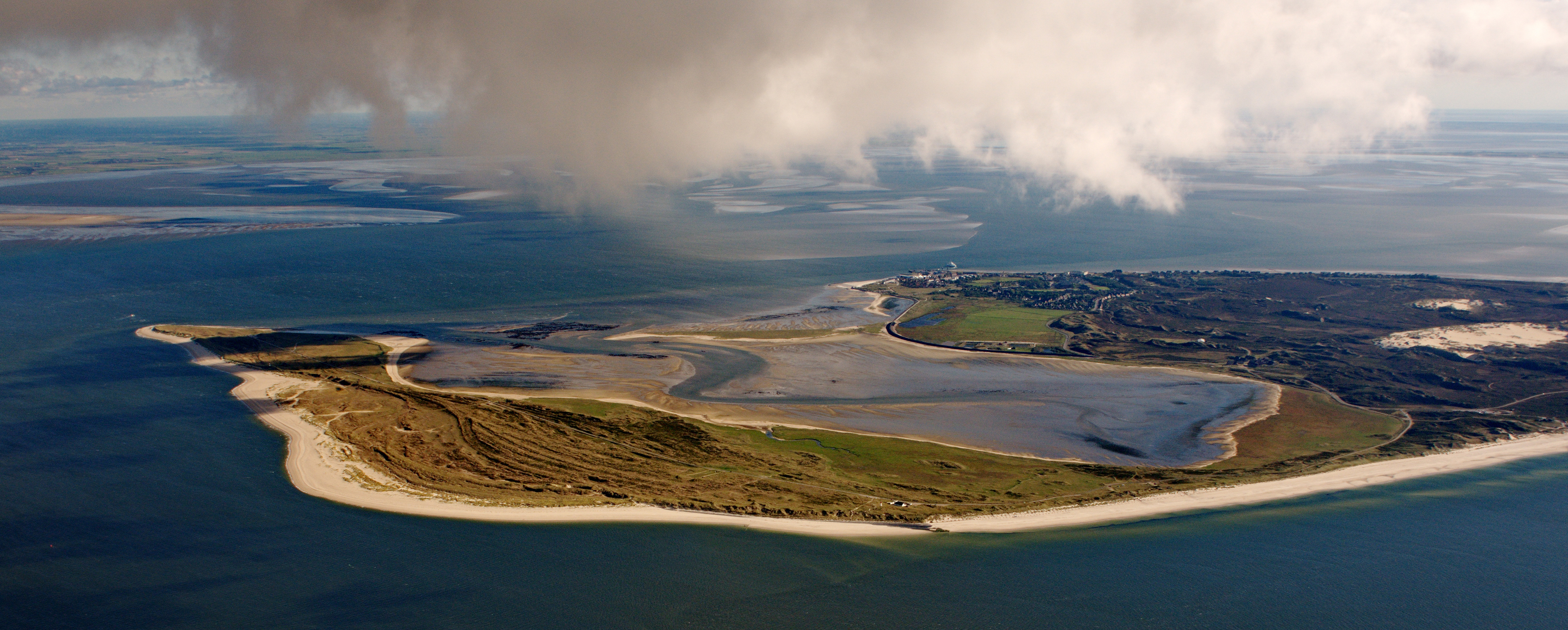
Ellenbogen mit List (mittig) und schleswig-holsteinisches Festland (Horizont); Blick nach Südosten

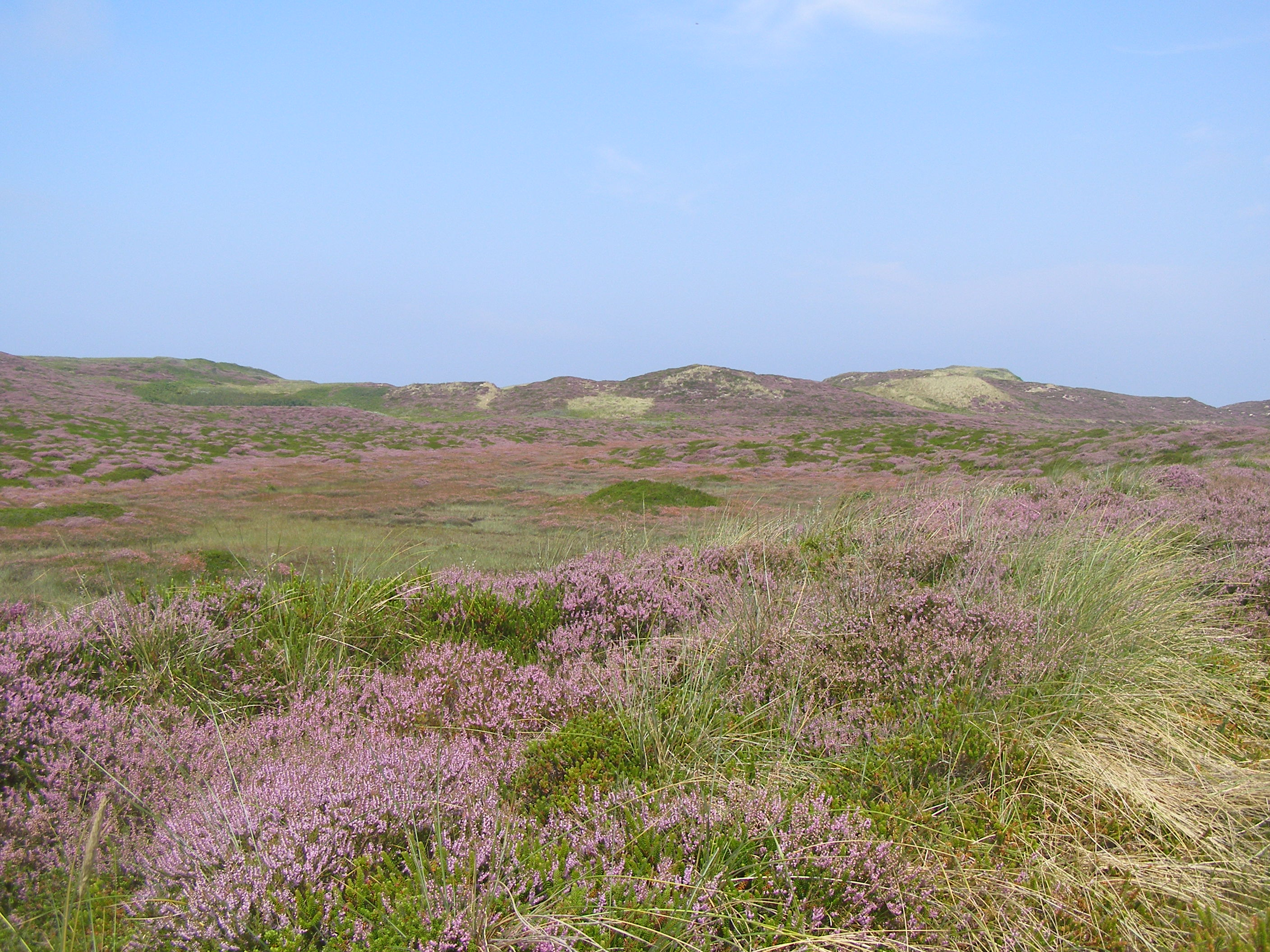
Dünen- und Heidelandschaft auf dem Ellenbogen

Der Ellenbogen (Sölring: Alemböög) ist der nördlichste Teil der nordfriesischen Insel Sylt, die zu Schleswig-Holstein gehört. Hier befindet sich zugleich die nördlichste Landesstelle Deutschlands.

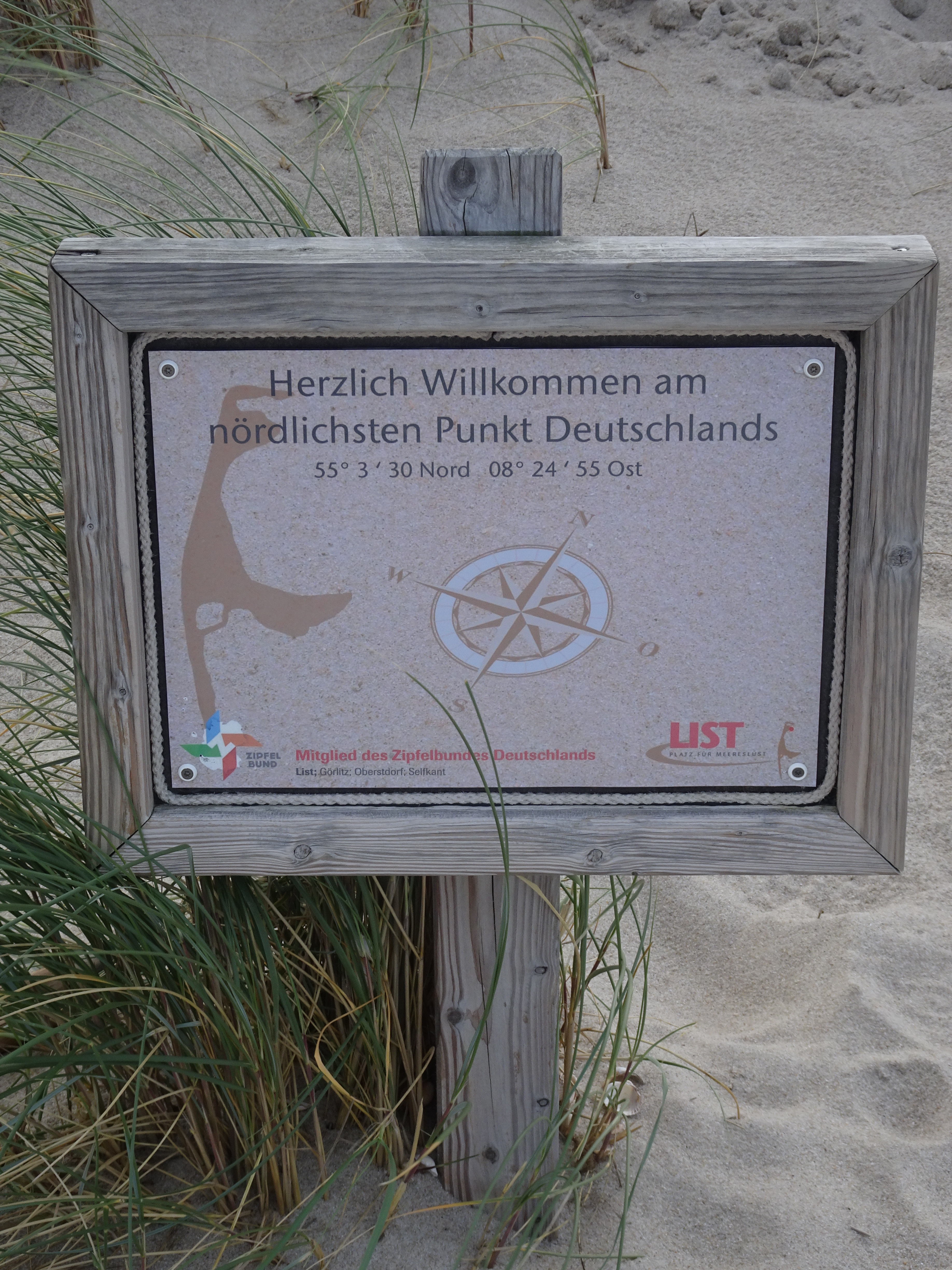
Touristisches Schild am nördlichsten Punkt Deutschlands

## Geographie

### Lage
Der Ellenbogen liegt als nördlichster Teil Sylts nördlich von List, der nördlichsten Ortschaft Deutschlands. Wegen dieser Gegebenheit ist List Mitglied im Zipfelbund. Der Ellenbogen ragt als 330 bis 1200 Meter breite Landzunge, also langgestreckte Halbinsel in die Nordsee. Knapp vier Kilometer nordöstlich des Ellenbogens befindet sich jenseits vom Lister Tief die dänische Nachbarinsel Rømø.
Der nördlichste Punkt der Halbinsel, der auf dem Westellenbogen nordöstlich des Leuchtturms List West liegt, stellt die nördlichste Landesstelle Deutschlands dar. Den nördlichsten Landpunkt in Deutschland bildet jedoch seit 2013 die Windenergieanlage DT 22 im Offshore-Windpark DanTysk. Dementgegen liegt am Rickelsbüller Koog, der sich an der Nordwestküste Schleswig-Holsteins befindet, die nördlichste Festlandsstelle des Staats. Das Ostende der Halbinsel heißt Ellenbogenspitze (Alembögspünt).

### Naturräumliche Zuordnung
Nach der Gliederung der Naturräumlichen Haupteinheiten Deutschlands gehört die Halbinsel Ellenbogen, wie auch die Insel Sylt, zur Einheit Schleswig-Holsteinisches Wattenmeer, Inseln und Halligen in der Gruppe Schleswig-Holsteinische Marschen der Haupteinheit Deutsche Bucht.

### Erhebungen
Die Erhebungen auf dem Ellenbogen bestehen aus Dünen, auf denen unter anderem Heidekräuter wachsen. Die höchste davon ist der 27,9 m hohe Ellenbogenberg, der sich im Südwesten der Halbinsel im Übergangsbereich zum Listland befindet; anderen Angaben zufolge ist diese Erhebung nur 26,1 m ü. NHN hoch, was aber auch für die Höhenlage eines gipfelnahen Aussichtspunkts stehen kann. Etwas weiter nördlich davon liegt eine weitere 26,1 m hohe Stelle. In Richtung Norden leitet die Landschaft über einen Isthmus zur eigentlichen Halbinsel über. Der höchste Punkt auf dem Westellenbogen liegt nahe dem Leuchtturm List West auf 16,9 m und jene auf dem Ostellenbogen nahe dem Leuchtturm List Ost auf 15,3 m Höhe.

## Schutzgebiete
Auf nahezu dem gesamten Gebiet des Ellenbogens – wie auch auf dem südlich der Halbinsel und westlich von List gelegenen Syltteil Listland – liegen Teile des Naturschutzgebiets (NSG) Nord-Sylt und außerdem Teile des Vogelschutzgebiets (VSG) Schleswig-Holsteinisches Wattenmeer und angrenzende Küstengebiete, das nach der Ramsar-Konvention für Feuchtgebiete ausgewiesen wurde und zum Fauna-Flora-Habitat-Gebiet (FFH) Dünen- und Heidelandschaften Nord-Sylt gehört. 
Zwischen dem Ellenbogen und dem Lister Hafen erstreckt sich der Königshafen, eine Wattfläche, die zur Schutzzone I des Nationalparks Schleswig-Holsteinisches Wattenmeer, zum NSG Wattenmeer nördlich des Hindenburgdammes, zum obig genannten VSG und zum FFH-Gebiet Nationalpark Schleswig-Holsteinisches Wattenmeer und angrenzende Küstengebiete zählt.  Darin liegt die Vogelschutzinsel Uthörn, die nicht betreten werden darf.

## Geschichte
Vor dem Ersten Weltkrieg wurde die Vogelfreistätte Ellenbogen durch den Verein Jordsand betreut. 1912 war Jens Wand Vogelwart am Ellenbogen.
Während des Ersten und Zweiten Weltkrieges erweiterte das Militär das Streckennetz der Sylter Inselbahn auch auf den Ellenbogen. So wurden Gleise auf etwa 6 km Länge verlegt, um die oft sehr abgelegenen Lager und Geschützstellungen anzubinden. Diese Strecken wurden jedoch unmittelbar nach Ende des Zweiten Weltkrieges vollständig abgebaut, obgleich Reste im Bereich des Weststrands Mitte der 1960er Jahre noch vorhanden waren. Ebenso verschwanden in den 1950er Jahren die Militärbunker, Lager und Stellungen, die auf der Halbinsel errichtet worden waren. Lediglich die auch durch die Wehrmacht errichtete Betonplattenstraße sowie damals angelegte Park- und Wendeplätze sind bis heute erhalten.
Bis zum Jahr 1992 diente ein Teil des Königshafens und des Ellenbogens der NATO als temporärer Luft-Boden-Schießplatz. Jeweils im Oktober und November wurden Luftwaffenmanöver abgehalten. Dazu war als Beobachtungsposten ein spezieller Turm – ähnlich einem kleinen Tower – errichtet worden, der jedoch Ende der 1980er Jahre mit der Einstellung der Manöver abgebaut wurde. Heute erinnern lediglich Warnschilder mit dem Hinweis auf Munitionsreste in den Wiesen am Westufer des Königshafens an die militärische Vergangenheit.

## Nutzung und Freizeitwert

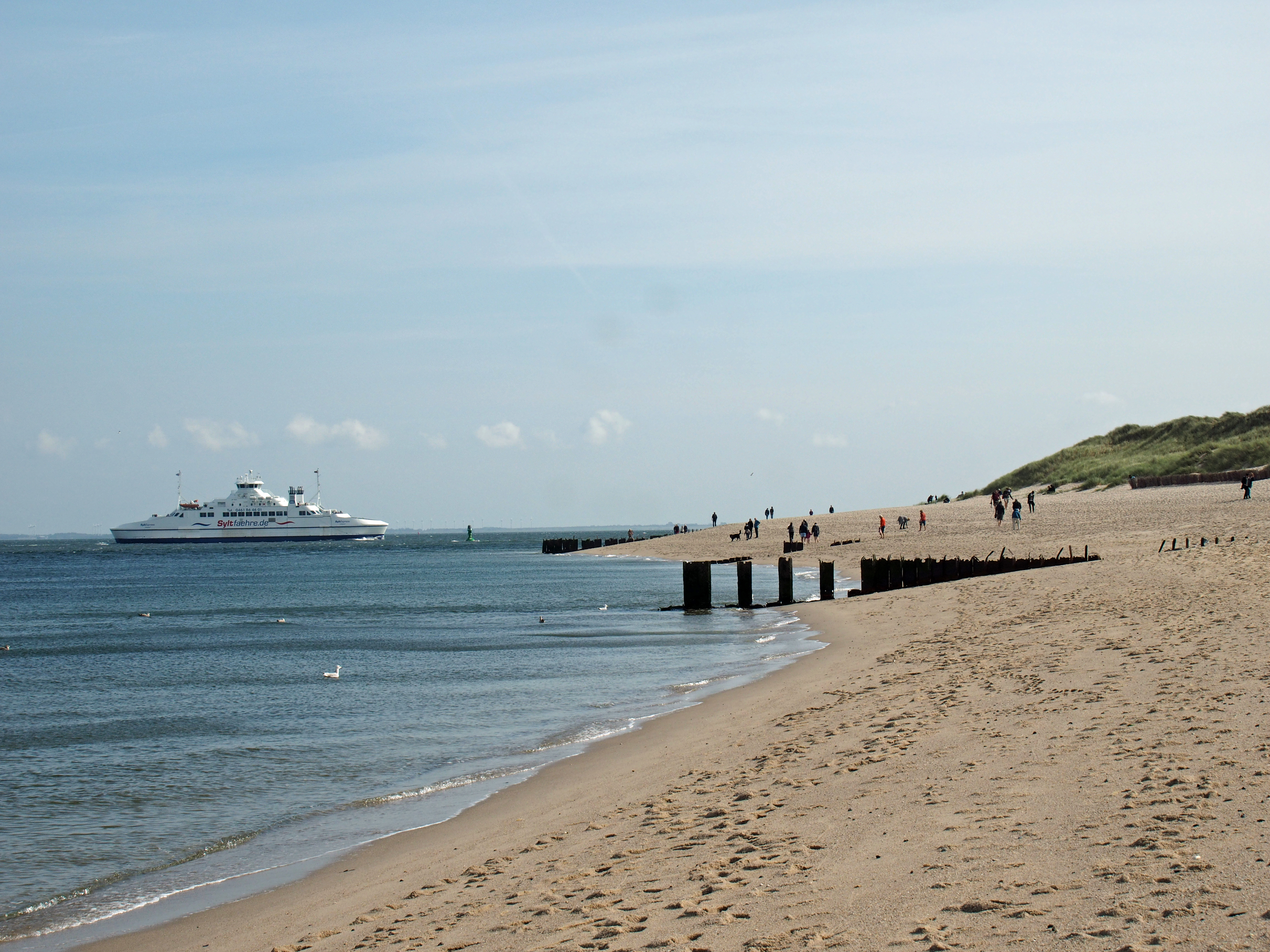
Ellenbogen – Nordküste, mit Syltfähre List – Rømø

Über eine Privatstraße, die als Sackgasse am Ellenbogenberg beginnt und auf den Ellenbogen führt, kann man gegen Zahlung einer Maut für motorisierte Fahrzeuge (Radfahrer und Fußgänger kostenlos) bis zum Parkplatz östlich des Leuchtturms List Ost auf dem Ostellenbogen fahren oder gehen, um von dort die Ellenbogenspitze zu erreichen. Im östlich und südlich davon liegenden Gebiet des Nordsee-Wattenmeers werden in der warmen Jahreszeit der Feriensaison von der Gemeinde List geführte Wattwanderungen angeboten.
Entlang der Nordküste der Halbinsel erstreckt sich auf etwa 3 km Länge ein naturbelassener Sandstrand; an der Nordwest-, Nord- und Ostküste, an denen Sturmfluten teilweise besonders heftig sind, ist das Schwimmen wegen gefährlicher Meeresströmungen (Trekker) lebensgefährlich und daher untersagt. Vor einem begrenzten Strandabschnitt auf der Südseite des Ostellenbogens ist Wind- und Kitesurfen erlaubt. 
Es befinden sich mehrere Ferienwohnungen, die nördlichsten Deutschlands, auf der Halbinsel.
Im Bereich der Küstenforschung befindet sich ein Teil des Lister Austernpfades an der Ellenbogenspitze.

Panorama über den Ellenbogen

## Film
- Im Februar und März 2009 entstanden hier unter anderem Außenaufnahmen für den Roman-Polański-Film Der Ghostwriter.[7]
- Im deutschen Spielfilm Bis zum Ellenbogen (2007) ist der Ellenbogen das Ziel der Reise der Protagonisten; der Film endet auch dort.